# Dioridium
Dioridium é um gênero de coleóptero da tribo Chlidonini (Cerambycinae), compreende apenas duas espécies, com distribuição no Brasil e Equador.

## Sistemática
- Ordem Coleoptera
  - Subordem Polyphaga
    - Infraordem Cucujiformia
      - Superfamília Chrysomeloidea
        - Família Cerambycidae
          - Subfamília Cerambycinae
            - Tribo Eburiini
              - Gênero Dioridium (Zajciw, 1961)
                - Dioridium borgmeieri (Lane, 1972)
                - Dioridium hirsutum (Zajciw, 1961)